# 1857

## Esdeveniments
Països Catalans
- 19 de novembre, Palma: S'inaugura el Teatre Principal, amb el nom de Teatre de la Princesa.[1]
- El terme d'Olià, fins llavors independent, s'adhereix al municipi cerdà de Bellver de Cerdanya

Resta del món
- Kölliker descriu les característiques dels mitocondris dels músculs.

## Naixements
Països Catalans
- 11 de gener, Barcelona: Rosa Cazurro i Marcó, actriu catalana, que estrenà moltes obres de Frederic Soler (m. 1936).[2]
- 3 d'abril, Barcelona: Dolors Aleu i Riera, metgessa, primera dona llicenciada en medicina a Espanya i la segona que va assolir el títol de doctor.
- 14 d'octubre, Sant Feliu del Racó, província de Barcelona: Enric Clarasó i Daudí, escultor modernista català (m. 1941).
- Barcelona: Artur Gallard i Tresens, empresari, poeta, i polític barceloní

Resta del món
- 28 de gener, 
  - Jakarta: Adrienne van Hogendorp-s' Jacob, pintora de bodegons neerlandesa (m. 1920).[3]
  - Galmsbüll, actualment a Alemanya: Christian Jensen, professor i estudiós de la cultura i de les tradicions de la Frísia septentrional.
- 22 de febrer: Heinrich Rudolf Hertz, físic alemany (m. 1894).
- 3 de març, París (França): Alfred Bruneau, compositor i musicòleg francès, que va tenir un paper important en la introducció del realisme a l'òpera francesa (m. 1934)[4]
- 7 de març, Wells, Imperi Austrohongarès): Julius Wagner-Jauregg, neuròleg i psiquiatre, Premi Nobel de Literatura de 1927 (m. 1940).
- 10 de maig, Stranda, Noruega: Aadel Lampe, líder dels drets de les dones noruegues, política, mestra i sufragista (m. 1944).[5]
- 22 de març, Aurillac, França): Paul Doumer, matemàtic, advocat, 14è president de la República Francesa, 13è de la Tercera República (m. 1932).[6]
- 8 de maig, Màlaga: Trinidad Huertas Cuenca, La Cuenca, bailaora i guitarrista de flamenc (m. 1890).[7]
- 13 de maig, Almora, Índia Britànica: Ronald Ross, metge britànic, Premi Nobel de Medicina o Fisiologia 1902 (m. 1932).[8]
- 15 de maig, Dundee, Escòcia: Williamina Fleming, astrònoma estatunidenca (m. 1911).[9]
- 2 de juny:
  - Lower Broadheath Worcester, Anglaterra: Edward Elgar, compositor anglès (m. 1934).[10]
  - Roholte, Dinamarca: Karl Adolph Gjellerup, escriptor danès, Premi Nobel de Literatura el 1917 (m. 1919).[11]
- 12 de juny, Shouldham Thorpe, Norfolk: Kate Lester, actriu de teatre i de cinema mut (m. 1924).[12]
- 5 de juliol, Wiederau, Regne de Saxònia: Clara Zetkin, política socialista alemanya.[13]
- 24 de juliol, Fredericia, Dinamarca: Henrik Pontoppidan, escriptor danès, Premi Nobel de Literatura de l'any 1917 (m. 1943).[14]
- 8 d'agost, París, França: Cécile Chaminade, pianista i compositora francesa (m. 1944).[15]
- 22 d'agost, Hoorn, Holanda del Nord: Johannes Messchaert, cantant neerlandès.
- 8 de setembre: Georg Michaelis, Canceller d'Alemanya (m. 1917).[16]
- 15 de setembre, Cincinnati, Ohio, EUA): William Howard Taft, advocat, 27è president dels Estats Units. (m. 1930).[17]
- 17 de novembre, Estocolm: Eva Bonnier, pintora i filantropa sueca.[18]
- 27 de novembre: Charles Scott Sherrington, neuròleg i professor universitari anglès, Premi Nobel de Medicina o Fisiologia (m. 1957).
- 28 de novembre, Madrid, Espanya: Alfons XII d'Espanya, Rei d'Espanya, 1875-1885), (m. Madrid, Espanya 1885).
- 3 de desembre, Imperi Rus: Joseph Conrad, escriptor de pares polonesos nacionalitzat britànic (m. 1924).[19]
- Anvers, Bèlgica: Leo van Aken, pintor belga, especialitzat en pintura històrica i costumista.
- Truro (Cornualla), Regne Unit: Rudolf Dunstan músic i organista anglès.
- San Francisco: Gregoria Urbina y Miranda, escriptora en castellà
- Fermoselle, Zamora: Joaquina Serrano y Bartolomé, pintora espanyola (m. c.1887).[20]

## Necrològiques
Països Catalans
- 29 de maig - Ceuta: Agustina d'Aragó, heroica defensora de Saragossa contra els francesos durant la Guerra del Francès (n. 1786).[21]

Resta del món
- 2 de maig: Alfred de Musset, poeta francès (n. 1810).[22]
- 22 de maig - Sceaux (Alts del Sena), França: Augustin Louis Cauchy, matemàtic francès, conegut per haver estat el gran sistematitzador del càlcul (n. 1789).[23]
- 15 de juliol - Viena, Àustria: Carl Czerny, professor de piano, compositor, pianista, teòric i historiador austríac (n. 1791).[24]
- 15 d'octubre - Chvaly: Alois Jelen, compositor, arxivista i patriota txec.